# SimCity Societies
SimCity Societies és un videojoc de la franquícia SimCity. El 2004 l'enginyer francès Luc Barthelet va confirmar a la televisió que estava preparant la cinquena entrega d'aquesta famosa saga, encara que més tard la mateixa EA ho va desmentir, comentant que era prematur parlar sobre aquest assumpte.
El seu creador, Will Wright, també confirmá durant el passat E3 que estaven treballant en això i que SimCity tornaria a les seves arrels.
Més tard, el 2 de novembre de 2006 EA va anunciar durant les seves previsions fiscals els futurs llançaments en què es trobava un nova entrega de la saga SimCity. Segons les declaracions del responsable financer d'EA, Warren Jenson, el nou SimCity sortiria entre els mesos de Setembre de 2007 i Març de 2008 (correspon amb un període fiscal d'AU).
La distribuïdora russa SoftClub va confirmar, en la llista de futurs llançaments publicada a començaments de Febrer de 2007, que SimCity 5 era a la llista de llançaments de 2007, ja que EA no té seu a Rússia, encarrega a SoftClub la distribució del simulador urbà, entre altres jocs, al mencionat país). El lloc Web rus Absolute Games va publicar una notícia en què indicava que a l'Octubre de 2007 arribaria una pluja de llançaments amb SimCity, Crysis i Spore com a protagonistes.
Més tard la tenda online Take 2 confirmava en el seu catàleg a SimCity, amb una data de llançament prevista per a Novembre, en format DVD i amb el codi de barres ja publicat.
L'anunci oficial va arribar quan diversos mitjans indicaven que la revista Games For Windows posseïa l'exclusiva de SimCity. Sota el títol "SimCity reneix!", SimCity Societies es feia oficial, i coneixien els primers detalls i captures de pantalla. També arribava la notícia que no anava a ser desenvolupat per l'equip de Will Wright, sinó per Tilted Mill. De fet SimCity Societies és un Spin-off i no una seqüela. Tal com Will Wright va suggerir, l'entrega ha estat considerablement simplificada en comparació a anteriors entregues, amb un nou enfocament en l'aspecte social i menys en els detalls de la simulació urbana. Aquest canvi de direcció ha irritat en general a la gran majoria de seguidors de SimCity 4, que esperaven un joc que continués en la línia de realisme de l'última versió de SimCity. A conseqüència d'això, els fòrums de Tilted Mill i de molts altres fansites han estat objecte de nombroses crítiques per part de la comunitat, fins al punt que Chris Beatrice va haver de fer un anunci al fòrum per calmar els ànims.
El joc va ser llançat el 16 de novembre del 2007. Un dels objectius del joc és conscienciar al jugador del canvi climatic per això BP (empresa petroliera i d'energies alternatives) va prestá la seva col·laboració amb EA games.